# Breuil-le-Vert
Breuil-le-Vert és un municipi francès, situat al departament de l'Oise i a la regió dels Alts de França. L'any 2007 tenia 2.823 habitants.

## Demografia

### Població
El 2007 la població de fet de Breuil-le-Vert era de 2.823 persones. Hi havia 1.070 famílies de les quals 199 eren unipersonals (65 homes vivint sols i 134 dones vivint soles), 368 parelles sense fills, 426 parelles amb fills i 77 famílies monoparentals amb fills.
La població ha evolucionat segons el següent gràfic:
Habitants censats

### Habitatges
El 2007 hi havia 1.115 habitatges, 1.078 eren l'habitatge principal de la família, 19 eren segones residències i 18 estaven desocupats. 1.015 eren cases i 98 eren apartaments. Dels 1.078 habitatges principals, 931 estaven ocupats pels seus propietaris, 123 estaven llogats i ocupats pels llogaters i 24 estaven cedits a títol gratuït; 11 tenien una cambra, 53 en tenien dues, 147 en tenien tres, 299 en tenien quatre i 568 en tenien cinc o més. 847 habitatges disposaven pel capbaix d'una plaça de pàrquing. A 410 habitatges hi havia un automòbil i a 608 n'hi havia dos o més.

### Piràmide de població
La piràmide de població per edats i sexe el 2009 era:
| Homes | Edats   | Dones |
| ----- | ------- | ----- |
| 0     | 95 o +  | 0     |
| 0     | 90 a 94 | 0     |
| 4     | 85 a 89 | 12    |
| 8     | 80 a 84 | 20    |
| 44    | 75 a 79 | 28    |
| 20    | 70 a 74 | 36    |
| 40    | 65 a 69 | 28    |
| 68    | 60 a 64 | 72    |
| 104   | 55 a 59 | 64    |
| 108   | 50 a 54 | 104   |
| 120   | 45 a 49 | 176   |
| 132   | 40 a 44 | 128   |
| 88    | 35 a 39 | 100   |
| 80    | 30 a 34 | 88    |
| 84    | 25 a 29 | 112   |
| 80    | 20 a 24 | 88    |
| 128   | 15 a 19 | 152   |
| 100   | 10 a 14 | 84    |
| 68    | 5 a 9   | 100   |
| 76    | 0 a 4   | 40    |

## Economia
El 2007 la població en edat de treballar era de 2.017 persones, 1.454 eren actives i 563 eren inactives. De les 1.454 persones actives 1.345 estaven ocupades (710 homes i 635 dones) i 109 estaven aturades (48 homes i 61 dones). De les 563 persones inactives 214 estaven jubilades, 212 estaven estudiant i 137 estaven classificades com a «altres inactius».

### Ingressos
El 2009 a Breuil-le-Vert hi havia 1.105 unitats fiscals que integraven 2.886,5 persones, la mediana anual d'ingressos fiscals per persona era de 22.615 €.

### Activitats econòmiques
Dels 78 establiments que hi havia el 2007, 9 eren d'empreses de construcció, 27 d'empreses de comerç i reparació d'automòbils, 6 d'empreses de transport, 8 d'empreses d'hostatgeria i restauració, 1 d'una empresa d'informació i comunicació, 2 d'empreses financeres, 5 d'empreses immobiliàries, 6 d'empreses de serveis, 5 d'entitats de l'administració pública i 9 d'empreses classificades com a «altres activitats de serveis».
Dels 23 establiments de servei als particulars que hi havia el 2009, 1 era un taller de reparació d'automòbils i de material agrícola, 2 paletes, 1 guixaire pintor, 1 fusteria, 3 lampisteries, 1 electricista, 1 empresa de construcció, 2 perruqueries, 1 veterinari, 6 restaurants, 3 agències immobiliàries i 1 saló de bellesa.
Dels 10 establiments comercials que hi havia el 2009, 4 eren supermercats, 1 una botiga de més de 120 m², 1 una fleca, 1 una botiga d'equipament de la llar, 1 una botiga de mobles, 1 un drogueria i 1 una joieria.
L'any 2000 a Breuil-le-Vert hi havia 11 explotacions agrícoles que ocupaven un total de 240 hectàrees.

## Equipaments sanitaris i escolars
L'únic equipament sanitari que hi havia el 2009 era una farmàcia.
El 2009 hi havia 3 escoles elementals. A Breuil-le-Vert hi havia 1 col·legi d'educació secundària i 1 liceu tecnològic. Als col·legis d'educació secundària hi havia 702 alumnes i als liceus tecnològics 776.

## Poblacions més properes
El següent diagrama mostra les poblacions més properes.